# Eulichas meghalayensis
Eulichas meghalayensis is een keversoort uit de familie Eulichadidae. De wetenschappelijke naam van de soort is voor het eerst geldig gepubliceerd in 2007 door Hájek.